# Meliboeus somalicus
Meliboeus somalicus es una especie de escarabajo del género Meliboeus, familia Buprestidae. Fue descrita científicamente por Kerremans en 1898.